# Euchilichthys
Euchilichthys és un gènere de peixos d'aigua dolça pertanyent a la família dels mochòkids.
Euchilichthys boulengeri i Euchilichthys dybowskii en són les espècies més petites (9,7 i 11,2 cm, respectivament), mentre que Euchilichthys astatodon, Euchilichthys guentheri i Euchilichthys royauxi creixen fins al voltant dels 18,05-22 cm de llargària total.
Tenen els llavis modificats en una mena de boca succionadora. Viuen a la conca del riu Congo a l'Àfrica central.

## Taxonomia
- Euchilichthys astatodon (Pellegrin, 1928)[3]
- Euchilichthys boulengeri (Nichols & La Monte, 1934)[4]
- Euchilichthys dybowskii (Vaillant, 1892)[5]
- Euchilichthys guentheri (Schilthuis, 1891)[6]
- Euchilichthys royauxi (Boulenger, 1902)[7]